# モリヤツガシラ属
モリヤツガシラ属（もりやつがしらぞく、学名 Phoeniculus）は、サイチョウ目モリヤツガシラ科の1属である。
サハラ以南のアフリカ（エチオピア区）に生息する。

## 分類
モリヤツガシラ科にカマハシ属と共に属す。ただし、モリヤツガシラ科唯一の属とする説もある。
Sibley分類では、1属でモリヤツガシラ科に分類され、モリヤツガシラ下目にカマハシ科（カマハシ属のみ）と共に属していた。

## 種
国際鳥類学会 (IOC)によると6種が属す。P. granti を認めないこともある。
- Phoeniculus castaneiceps, Forest Wood Hoopoe, オナガクロモリヤツガシラ
- Phoeniculus bollei, White‐headed Wood Hoopoe, カオジロモリヤツガシラ
- Phoeniculus purpureus, Green Wood Hoopoe, ミドリモリヤツガシラ
- Phoeniculus somaliensis, Black‐billed Wood Hoopoe, ソマリーモリヤツガシラ
- Phoeniculus damarensis, Violet Wood Hoopoe, ムラサキモリヤツガシラ
- Phoeniculus granti, Grant’s Wood Hoopoe